# Kawkab Marrakech
Kawkab Athletic Club of Marrakech (Arabul: الكوكب المراكشي) egy marokkói futballcsapat marrákesi székhellyel. A csapatot 1974-ben alapították.

## Játékoskeret
2014. ápr. 1. szerint.
| # |     | Poszt | Név               |
| - | --- | ----- | ----------------- |
|   | MOR | K     | Ali Mhamdi        |
|   | MOR | K     | Mohamed Ouzouka   |
|   | MOR | V     | Hicham Harouache  |
|   | MOR | V     | Mouhcine Jbilou   |
|   | MOR | V     | Abdeljalil Jbira  |
|   | MOR | V     | Abdelilah Mansour |
|   | CPV | V     | Nélson Veiga      |
|   | MOR | V     | Adnane Sarhane    |
|   | MOR | V     | Morad Zitouni     |
|   | MOR | V     | Mehdi Zoubairi    |
|   | MOR | KP    | Youssef Ayati     |
|   | MOR | KP    | Jamal Brarou      |

| # |        | Poszt | Név                  |
| - | ------ | ----- | -------------------- |
|   | CIV    | KP    | Aubin Kouakou        |
|   | MOR    | KP    | Jamaleddine Malki    |
|   | MOR    | KP    | Khalid Qouss         |
|   | MOR    | KP    | Jaouad Sabbani       |
|   | MOR    | CS    | Soufiane Alloudi     |
|   | MOR    | CS    | Soufiane Bahja       |
|   | MOR    | CS    | Youness Fathi        |
|   | MOR    | CS    | Noureddine El Gourch |
|   | MOR    | CS    | Mouhcine Hidaga      |
|   | Brazil | CS    | Luiz Jeferson        |
|   | MOR    | CS    | Brahim Ouchrif       |
|   | MOR    | CS    | Abderrahim Saidi     |

## Díjak
- Marokkói labdarúgó-bajnokság (első osztály): 2

1958, 1992
- Marokkói Kupa: 6

1963, 1964, 1965, 1987, 1991, 1993
2. helyezett : 1962, 1997
- CAF-kupa: 1

1996